# Partido Comunista da Bolívia
O Partido Comunista da Bolívia (Partido Comunista de Bolívia) é um partido comunista na Bolívia. Foi fundado em 1950 por Raúl Ruiz González e outros ex-membros do Partido da Esquerda Revolucionária (PIR) . Mas só conseguiu realizar seu primeiro congresso nacional em 1959.
Logo após sua fundação foi imediatamente declarado ilegal pelo governo de Mamerto Urriolagoitia, mesmo assim conseguiu penetrar no movimento operário e foi incluído na liderança da Central Obrera Boliviana (COB) e da Federação Sindical dos Trabalhadores Mineiros da Bolívia (FSTMB) durante os anos 1960. No entanto, manteve-se como força minoritária na maioria dos sindicatos. A  ruptura sino-soviética enfraqueceu ainda mais o PCB, em 1964, Ruiz González e outros se separaram para formar o Partido Comunista da Bolívia (marxista-leninista).
Em 1966, o revolucionário argentino Che Guevara planejou iniciar uma guerra de guerrilha contra René Barrientos, o ditador militar da Bolívia. O PCB inicialmente prometeu o seu apoio, mas não participou na campanha de Guevara. Que formou uma organização separada, o Exército de Libertação Nacional (Guerrilha de Ñancahuazú) .
Quando a democracia foi restaurada na Bolívia na década de 1980, o PCB continuou a ser um partido menor. Em 2003, ele perdeu a sua designação como um partido político reconhecido .

## Secretários-Gerais
- Simón Reyes Rivera (1950 - c. 1967)
- Mario Monje Molina (c. 1967 - c. 1970, apelidado de Estanislao)
- Jorge Kolle Cueto (c. 1970 - 1981)
- Marcos Domich Ruiz (1985 - 2003)
- Ignacio Mendoza Pizarro (2003 - 2008)